# Staroszaripowo
Staroszaripowo (ros. Старошарипово) – wieś (dieriewnia) w Rosji, w Baszkortostanie, w rejonie dawlekanowskim. W 2010 liczyła 126 mieszkańców.